# Žiga Turk
Žiga Turk (* 4. února 1962 Lublaň) je slovinský politik.

## Životopis
Narodil se v Lublani, v roce 1986 ukončil studium na Stavební fakultě Univerzity v Lublani, v roce 1989 získal titul magistra v oboru informatiky a v roce 1992 disertaci na Fakultě stavebnictví. Za dobu své akademické kariéry působil také jako hostující pedagog na Kungliga Tekniska högskolan ve Švédsku a na Istanbulské technické univerzitě v Turecku.
Od osmdesátých let se věnoval propagaci mikropočítačů. V roce 1984 spoluzakládal první jugoslávské periodikum o mikropočítačích – Moj mikro. Podílel se na zavádění internetu do Slovinska a sám vyvinul několik webových aplikací. Zastával také funkce ve statutárních orgánech různých společností. Později spolupracoval na přípravě Národního programu výzkumu a vývoje pro období 2006–2010 a Strategie projektů cílového výzkumu. Byl členem skupiny pro daňovou reformu a současně byl členem vědecké rady Slovinské agentury pro výzkum. V březnu 2007 se stal ministrem bez portfeje odpovědným za rozvoj. Od listopadu 2008 byl generálním tajemníkem Reflexní skupiny pro diskusi o budoucnosti EU. V únoru 2012 se stal ministrem v druhém Janšově kabinetu.